# Media Transfer Protocol
Media Transfer Protocol (MTP) — основанный на PTP аппаратно-независимый протокол, разработанный компанией Microsoft для подключения цифровых плееров к компьютеру. Первая версия вышла в 2004 году. В первую очередь MTP рассчитан на передачу данных через USB — но он пригоден и под TCP, и под Bluetooth.
MTP, вместе с Janus DRM, входит в программу Microsoft PlaysForSure, которая, в свою очередь, является неотъемлемой частью требований Windows Vista Certified. Впрочем, большинство производителей поддерживают MTP и опускают остальные требования.
В 2008 году MTP-устройствам выделен стандартный USB-класс.
Протокол был воспринят пользователями отрицательно, этому есть несколько причин:
- MTP появился слишком поздно; к тому же он изначально ассоциировался с входящей в PlaysForSure защитой от копирования.[2]
- Естественные ограничения MTP по сравнению с протоколом USB-накопителей — например, не поддерживается полный набор файловых операций. Поэтому в Windows MTP-устройству не даётся буква диска, и файл можно записать только через Проводник и Windows Media Player.
- В Windows XP требуется установить Media Transfer Protocol Porting Kit.
- Из-за транзакционного доступа протокол очень медленный.

Поэтому многие производители вместе с MTP поддерживают и старый протокол флэш-дисков.

## Сравнение с протоколом USB-накопителей
В отличие от протокола USB-дисков, MTP оперирует не секторами, а файлами. Таким образом, плеер, подключившийся как флэш-диск, полностью доверяется компьютеру; подключившийся по MTP — самостоятельно отвечает за хранение и целостность данных и, таким образом, может проигрывать одни треки одновременно с записью других, не допускать защищённые песни, на которые нет прав, и т. д.

### Достоинства
- Независимость от способа хранения данных. Плеер может хранить свою информацию не только в стандартной компьютерной файловой системе наподобие FAT32 или NTFS, но и, например, в базе данных SQLite.
- Из-за транзакционной записи на уровне файлов MTP-устройству не нужно «безопасное извлечение»; его можно отключить в любой момент без потери данных. Устройство само откатит (отменит и вернёт в исходное состояние) транзакцию, если выяснится, что связь пропала (отключили устройство, завис компьютер и т. д.).
- Встроенная поддержка тегов, обложек, оценок и т. д.
- Доступ по паролю.
- Дистанционное проигрывание музыки по командам с компьютера.
- Возможность использовать информацию с MTP-устройств в сторонних приложениях — например, для «скробблинга» проигранных на устройстве композиций на сервис Last.FM.

### Недостатки
- Сложность протокола.
- Низкая скорость, связанная с транзакционным доступом.
- В Windows MTP не является файловой системой, а поддерживается на уровне прикладного ПО — поэтому «любимый файловый менеджер» не подойдёт. Требуется Windows Media Player 10-й версии; для поддержки Ogg Vorbis — 11-й. Антивирус также не просканирует подключённый плеер.
- Плеер может отказать в хранении того или иного файла. Поэтому, например, для переноса на плеере файла archive.7z приходится переименовывать его в archive.7z.mp3.
- Встроенная поддержка защиты от копирования.
- Файл можно перезаписать только целиком и на момент начала записи должен быть известен размер — поэтому с MTP-устройством нельзя работать столь гибко, как с диском.
- Нет многозадачности — пока выполняется одна операция, другие выполнять нельзя.

## Поддержка

### Со стороны устройств
Формат популяризирован ведущими партнёрами Microsoft — Creative Technology, Intel, iRiver и Samsung. Вот неполный список производителей, поддерживающих MTP в своих плеерах (по данным английской Википедии):
- Archos (не все устройства)
- Android, начиная с версии Honeycomb 3.0 — все устройства. Многие производители, ради удобства пользователей, позволяют подключать также как USB-диск. В Android есть расширение MTP, превращающее его в полноценную файловую систему.
- BlackBerry 9500 series
- Canon 400D (XTi)
- Creative Technology Zen (не все устройства)
- Cowon (не все устройства)
- Часть цифровых фотокамер Fujifilm
- Harman/Kardon GPS810
- Intel portable media center
- iriver H10 и более поздние
- JVC media players
- Мобильные телефоны Motorola
- Nikon D40/D40x, D80, D300, D700, D2Xs/D2Hs, D3 и некоторые Coolpix
- Мобильные телефоны Nokia
- Palm с плеером PocketTunes
- Цифровые фотоаппараты Pentax
- Philips GoGear
- Samsung Electronics Yepp и Juke
- Sanyo Xacti CG65
- SanDisk Sansa
- Мобильные телефоны Sony Ericsson
- Часть плееров Sony Walkman
- Часть фотоаппаратов Sony Cyber-shot
- Toshiba Gigabeat
- Transcend T.Sonic
- TrekStor vibez

К слову сказать, Microsoft Zune использует не MTP, а его модификацию.

### Со стороны настольного ПО
- Windows Media Player 10 и выше
- Windows Vista и выше
- libmtp[5] и GPhoto в Linux: Amarok, Audacious, Banshee, Gnomad2, Nautilus, Qlix, Rhythmbox.